# Rodri (calciatore 1996)
Rodrigo Hernández Cascante, meglio noto come Rodri o Rodrigo (Madrid, 22 giugno 1996), è un calciatore spagnolo, centrocampista del Manchester City e della nazionale spagnola, con cui è diventato campione d'Europa nel 2024 e ha vinto la UEFA Nations League 2022-2023.
Cresciuto nell'Atlético Madrid, nel Roda e nel Villarreal, club con cui ha esordito in Primera División, ha militato nell'Atlético Madrid, con cui ha vinto una Supercoppa UEFA, e nel Manchester City, nelle cui file si è affermato come uno dei migliori centrocampisti a livello internazionale, vincendo quattro Premier League, una FA Cup, due Football League Cup, due Community Shield, una UEFA Champions League, una Supercoppa UEFA e una Coppa del mondo per club FIFA.
Con la nazionale spagnola ha partecipato a due campionati europei (2020 e 2024), un campionato mondiale (2022) e due fasi finali della UEFA Nations League (2020-2021 e 2022-2023), vincendo il campionato europeo 2024 e la UEFA Nations League 2022-2023.
A livello individuale si è aggiudicato il Pallone d'oro nel 2024, il premio di miglior giocatore del campionato d'Europa 2024, il premio di miglior giocatore della UEFA Champions League (2022-2023), della fase finale della UEFA Nations League (2022-2023) e della Coppa del mondo per club FIFA (2023).

## Biografia
Durante gli anni della militanza nel settore giovanile del Villarreal ha studiato all'Università Jaume I, nella vicina Castellón de la Plana, per quattro anni, conseguendo la laurea in amministrazione e management aziendale. All'università ha incontrato Laura, la sua fidanzata, che all'epoca studiava medicina.

## Caratteristiche tecniche
Considerato uno dei migliori calciatori della sua generazione, gioca prevalentemente come mediano o regista davanti alla difesa. Duttile tatticamente, può agire anche come difensore centrale. Abile soprattutto nell'impostare l'azione, è per i compagni il punto di riferimento per la costruzione del gioco e per dettare i tempi con frequenti tocchi di palla. È in grado di verticalizzare con lanci lunghi e sa farsi valere anche nel gioco aereo. Forte nei contrasti di gioco, ha tra i punti di forza il recupero del pallone nella zona mediana del campo e il potente e preciso tiro da fuori area, con cui ha segnato diversi gol nonostante il suo ruolo arretrato.

## Carriera

### Club

#### Esordi e Villarreal
Entra nella sua prima squadra di calcio a Villanueva de la Cañada, sobborgo di Madrid, per poi passare nelle Under-11 e Under-12 del Rayo Majadahonda, dove gioca con i fratelli Lucas e Theo Hernández. Dal 2007 gioca nelle giovanili dell'Atlético Madrid, si mette in luce per intelligenza e visione di gioco, ma all'età di 17 anni viene scartato perché considerato troppo esile. Dopo essere ripartito dalla iuniores del Roda, club dilettantistico della provincia di Castellón, nel 2013 passa alle giovanili del Villarreal e dal 2015 gioca per due stagioni con la squadra riserve del club. Il debutto in prima squadra avviene il 17 dicembre 2015, in un incontro di Coppa del Re vinto per 2-0 in trasferta contro l'Huesca, dove gioca tutti i 90 minuti. Il 17 aprile 2016 esordisce anche in campionato, nella partita giocata in trasferta contro il Rayo Vallecano subentrando al 72' a Denis Suárez. Il 4 novembre 2016 fa il suo debutto anche in Europa League, andando anche a segno nella vittoria in trasferta per 2-1 contro i turchi dell'Osmanlıspor. Il 18 febbraio 2018 sigla la sua prima rete in campionato, nella partita giocata in trasferta contro l'Espanyol.

#### Atlético Madrid
Il 24 maggio 2018 firma un contratto quinquennale con l'Atlético Madrid. Esordisce con la nuova maglia giocando da titolare la Supercoppa UEFA vinta per 4-2 contro il Real Madrid, vincendo il suo primo trofeo in carriera con le squadre di club. Dieci giorni dopo, debutta anche in campionato con i colchoneros nella vittoria per 1-0 contro il Rayo Vallecano. Il 18 settembre successivo scende in campo per la prima volta in UEFA Champions League, nella vittoria esterna per 2-1 contro il Monaco. Realizza il primo gol in rojiblanco in occasione della vittoria in rimonta per 3-2 contro l'Athletic Bilbao. Chiude la stagione con 47 presenze e 3 gol, risultando uno dei migliori della squadra.

#### Manchester City

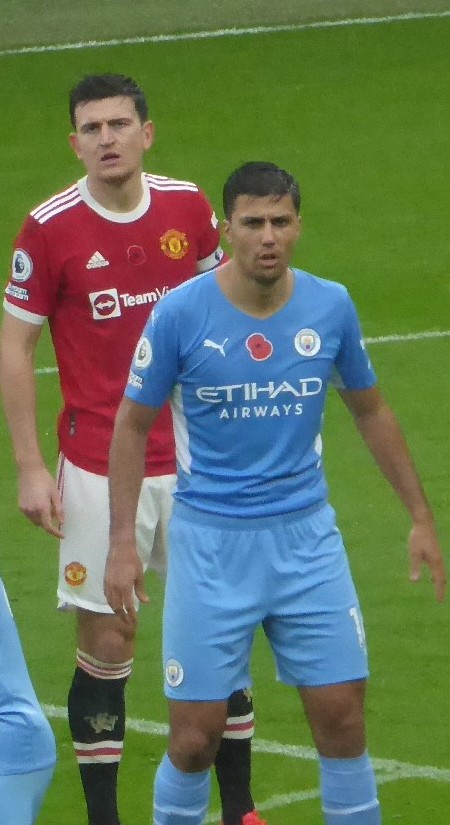
Rodri con il nel corso di un derby contro il nel 2021

Il 3 luglio 2019 i colchoneros comunicano il pagamento della clausola rescissoria di Rodri (pari a 70 milioni di euro) da parte del Manchester City. Il giorno successivo arriva anche la conferma del club inglese. Diventa subito un titolare inamovibile e il 14 settembre sigla la sua prima rete con i Citizens nella partita persa per 3-2 in trasferta contro il Norwich City. Il 1º marzo 2020 segna una rete di testa nella finale di Coppa di Lega inglese vinta per 2-1 contro l'Aston Villa. L'anno successivo vince per la prima volta il campionato inglese.
Il 10 giugno 2023 realizza il gol decisivo nella finale di UEFA Champions League contro l'Inter, che permette al Manchester City di conquistare il suo primo titolo nella storia della competizione.
Dopo aver vinto con i Citizens il suo quarto titolo consecutivo in Premier League, nel settembre 2024 si procura una grave lesione al legamento crociato anteriore del ginocchio sinistro, con annessa lesione al menisco, durante il match interno contro l'Arsenal, deve quindi sottoporsi a un intervento chirurgico e a una lunga convalescenza.
Il 28 ottobre viene premiato con il Pallone d'oro, diventando il primo spagnolo a vincerlo dopo Luis Suárez nel 1960 e il primo giocatore in assoluto del Manchester City. Rientra in campo il 20 maggio 2025 subentrando negli ultimi minuti della partita vinta 3-1 contro il Bournemouth.

### Nazionale

#### Nazionali giovanili
Ha compiuto la trafila nelle nazionali giovanili spagnole Under-16 e Under-19; con quest'ultima nell'estate 2015 ha vinto l'Europeo Under-19 2015 in Grecia, con il successo nella finale disputata contro la Russia. Nel giugno 2017 viene convocato per l'Europeo Under-21 2017 in Polonia, fa il suo esordio nella partita contro i pari età della Serbia il 23 giugno e raggiunge quindi la finale, persa 1-0 contro la Germania. Il 10 ottobre dello stesso anno, realizza la sua prima rete con l'Under-21 nella partita valida per le qualificazioni agli Europei del 2017, vinta per 4-1 in trasferta contro la Slovacchia.

#### Nazionale maggiore

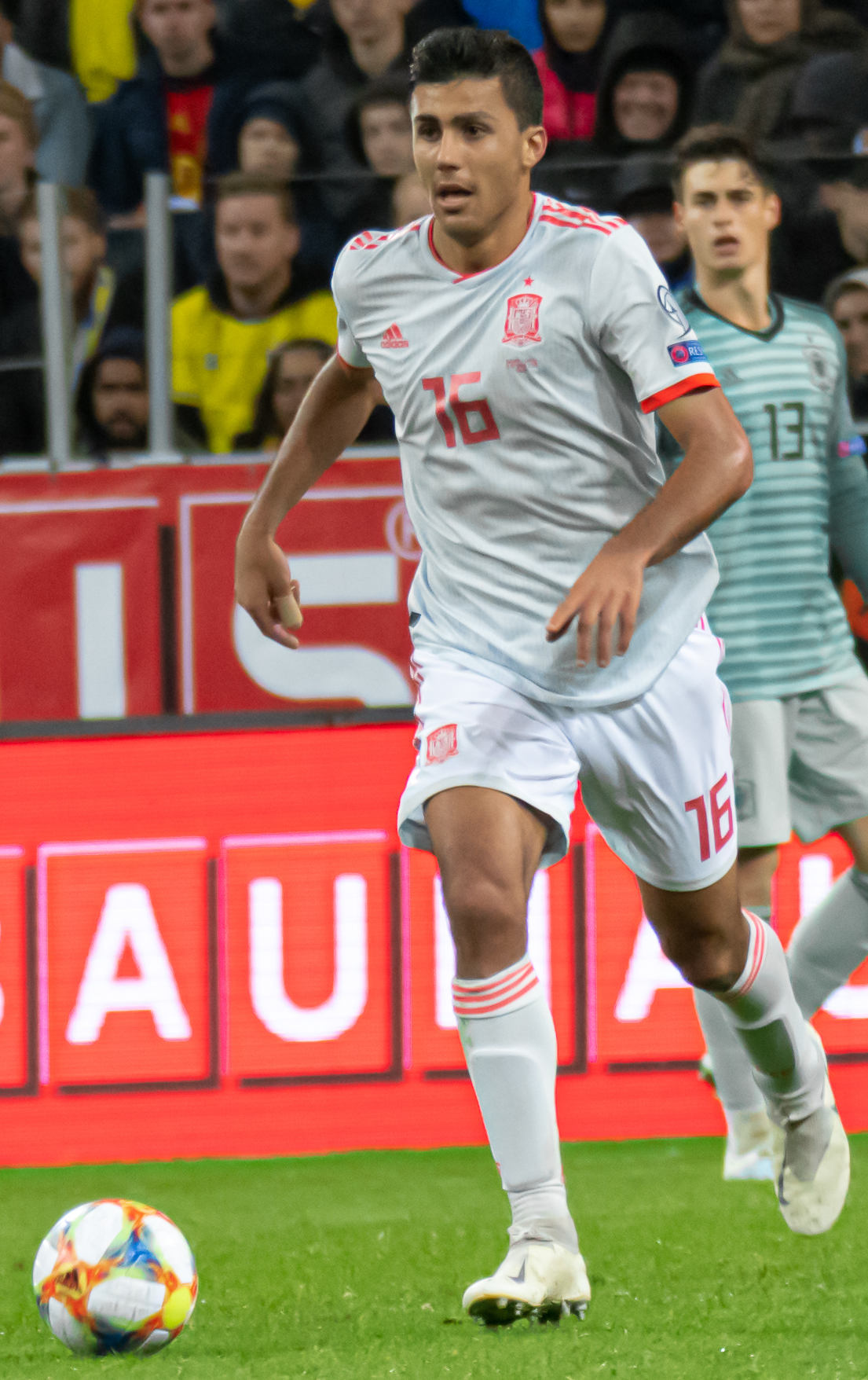
Rodri con la nazionale spagnola in una partita contro la Svezia nel 2019

Nel marzo 2018 riceve la sua prima convocazione nella nazionale maggiore dal CT Julen Lopetegui per le amichevoli in programma quello stesso mese contro Germania e Argentina, diventando il calciatore più giovane nella storia del Villareal a essere convocato. Debutta in nazionale il 23 marzo nel pareggio per 1-1 in trasferta contro la Germania, subentrando all'82º minuto a Thiago Alcántara. Sempre contro i tedeschi realizza la sua prima rete in nazionale il 17 novembre 2020 nello storico successo per 6-0 degli iberici.
Convocato per i Mondiali 2022, scende in campo in tutte e quattro le sfide disputate dagli spagnoli che escono agli ottavi ai rigori contro il Marocco.
Convocato per gli Europei 2024, segna un gol nella vittoria per 4-1 contro la Georgia agli ottavi. Gli iberici si laureano campioni battendo 2-1 in finale l'Inghilterra, nonostante Rodri sia uscito al termine del primo tempo per infortunio. A fine gara gli viene assegnato il premio di miglior giocatore della manifestazione.

## Controversie
Nel luglio del 2024, durante i festeggiamenti per la vittoria degli Europei con la Spagna, a Madrid, Rodri e Álvaro Morata hanno intonato il coro, "Gibilterra è spagnola!", in riferimento allo status di Gibilterra, territorio d'oltremare appartenente al Regno Unito, ma rivendicato dalla Spagna; il fatto è stato duramente criticato sia dal governo, sia dalla federazione calcistica di Gibilterra, oltreché dal Primo ministro dell'enclave, Fabian Picardo. Il 19 luglio, la UEFA ha annunciato l'apertura di un'indagine nei confronti dei due calciatori coinvolti, che il 7 agosto seguente sono stati squalificati per un incontro della sola finestra internazionale, per aver "violato le regole fondamentali di condotta dignitosa, utilizzato eventi sportivi per manifestazioni di carattere non sportivo e gettato discredito sullo sport del calcio, e in particolare sulla UEFA".

## Statistiche

### Presenze e reti nei club
Statistiche aggiornate al 27 giugno 2025.
| Stagione               | Squadra                | Campionato             | Campionato | Campionato | Coppe nazionali | Coppe nazionali | Coppe nazionali | Coppe continentali | Coppe continentali | Coppe continentali | Altre coppe | Altre coppe | Altre coppe | Totale | Totale |
| Stagione               | Squadra                | Comp                   | Pres       | Reti       | Comp            | Pres            | Reti            | Comp               | Pres               | Reti               | Comp        | Pres        | Reti        | Pres   | Reti   |
| ---------------------- | ---------------------- | ---------------------- | ---------- | ---------- | --------------- | --------------- | --------------- | ------------------ | ------------------ | ------------------ | ----------- | ----------- | ----------- | ------ | ------ |
| 2014-2015              | Villarreal B           | SDB                    | 8          | 0          | -               | -               | -               | -                  | -                  | -                  | -           | -           | -           | 8      | 0      |
| 2015-2016              | Villarreal B           | SDB                    | 32+2       | 1+1        | -               | -               | -               | -                  | -                  | -                  | -           | -           | -           | 34     | 2      |
| Totale Villarreal B    | Totale Villarreal B    | Totale Villarreal B    | 40+2       | 1+1        |                 |                 |                 |                    |                    |                    |             |             |             | 42     | 2      |
| 2015-2016              | Villarreal             | PD                     | 3          | 0          | CR              | 3               | 0               | UEL                | 0                  | 0                  | -           | -           | -           | 6      | 0      |
| 2016-2017              | Villarreal             | PD                     | 23         | 0          | CR              | 4               | 0               | UEL                | 4                  | 1                  | -           | -           | -           | 31     | 1      |
| 2017-2018              | Villarreal             | PD                     | 37         | 1          | CR              | 4               | 0               | UEL                | 6                  | 0                  | -           | -           | -           | 47     | 1      |
| Totale Villarreal      | Totale Villarreal      | Totale Villarreal      | 63         | 1          |                 | 11              | 0               |                    | 10                 | 1                  |             | -           | -           | 84     | 2      |
| 2018-2019              | Atlético Madrid        | PD                     | 34         | 3          | CR              | 4               | 0               | UCL                | 8                  | 0                  | SU          | 1           | 0           | 47     | 3      |
| 2019-2020              | Manchester City        | PL                     | 35         | 3          | FACup+CdL       | 4+4             | 0+1             | UCL                | 8                  | 0                  | CS          | 1           | 0           | 52     | 4      |
| 2020-2021              | Manchester City        | PL                     | 34         | 2          | FACup+CdL       | 4+5             | 0               | UCL                | 10                 | 0                  | -           | -           | -           | 53     | 2      |
| 2021-2022              | Manchester City        | PL                     | 33         | 7          | FACup+CdL       | 2+0             | 0               | UCL                | 10                 | 0                  | CS          | 1           | 0           | 46     | 7      |
| 2022-2023              | Manchester City        | PL                     | 36         | 2          | FACup+CdL       | 4+3             | 0               | UCL                | 12                 | 2                  | CS          | 1           | 0           | 56     | 4      |
| 2023-2024              | Manchester City        | PL                     | 34         | 8          | FACup+CdL       | 4+0             | 0               | UCL                | 8                  | 1                  | CS+SU+Cmc   | 1+1+2       | 0           | 50     | 9      |
| 2024-2025              | Manchester City        | PL                     | 2          | 0          | FACup+CdL       | -               | -               | UCL                | 1                  | 0                  | CS+Cmc      | 0+3         | 0           | 6      | 0      |
| Totale Manchester City | Totale Manchester City | Totale Manchester City | 174        | 22         |                 | 30              | 1               |                    | 49                 | 3                  |             | 10          | 0           | 263    | 26     |
| Totale carriera        | Totale carriera        | Totale carriera        | 313        | 28         |                 | 45              | 1               |                    | 67                 | 4                  |             | 11          | 0           | 436    | 33     |

### Cronologia presenze e reti in nazionale
| Cronologia completa delle presenze e delle reti in nazionale ― Spagna | Cronologia completa delle presenze e delle reti in nazionale ― Spagna | Cronologia completa delle presenze e delle reti in nazionale ― Spagna | Cronologia completa delle presenze e delle reti in nazionale ― Spagna | Cronologia completa delle presenze e delle reti in nazionale ― Spagna | Cronologia completa delle presenze e delle reti in nazionale ― Spagna | Cronologia completa delle presenze e delle reti in nazionale ― Spagna | Cronologia completa delle presenze e delle reti in nazionale ― Spagna |
| Data                                                                  | Città                                                                 | In casa                                                               | Risultato                                                             | Ospiti                                                                | Competizione                                                          | Reti                                                                  | Note                                                                  |
| --------------------------------------------------------------------- | --------------------------------------------------------------------- | --------------------------------------------------------------------- | --------------------------------------------------------------------- | --------------------------------------------------------------------- | --------------------------------------------------------------------- | --------------------------------------------------------------------- | --------------------------------------------------------------------- |
| 23-3-2018                                                             | Düsseldorf                                                            | Germania                                                              | 1 – 1                                                                 | Spagna                                                                | Amichevole                                                            | -                                                                     | 82’                                                                   |
| 11-9-2018                                                             | Elche                                                                 | Spagna                                                                | 6 – 0                                                                 | Croazia                                                               | UEFA Nations League 2018-2019 - 1º turno                              | -                                                                     | 59’                                                                   |
| 11-10-2018                                                            | Cardiff                                                               | Galles                                                                | 1 – 4                                                                 | Spagna                                                                | Amichevole                                                            | -                                                                     |                                                                       |
| 18-11-2018                                                            | Las Palmas                                                            | Spagna                                                                | 1 – 0                                                                 | Bosnia ed Erzegovina                                                  | Amichevole                                                            | -                                                                     |                                                                       |
| 23-3-2019                                                             | Valencia                                                              | Spagna                                                                | 2 – 1                                                                 | Norvegia                                                              | Qual. Euro 2020                                                       | -                                                                     | 77’                                                                   |
| 26-3-2019                                                             | Ta' Qali                                                              | Malta                                                                 | 0 – 2                                                                 | Spagna                                                                | Qual. Euro 2020                                                       | -                                                                     |                                                                       |
| 7-6-2019                                                              | Tórshavn                                                              | Fær Øer                                                               | 1 – 4                                                                 | Spagna                                                                | Qual. Euro 2020                                                       | -                                                                     |                                                                       |
| 8-9-2019                                                              | Gijón                                                                 | Spagna                                                                | 4 – 0                                                                 | Fær Øer                                                               | Qual. Euro 2020                                                       | -                                                                     |                                                                       |
| 12-10-2019                                                            | Oslo                                                                  | Norvegia                                                              | 1 – 1                                                                 | Spagna                                                                | Qual. Euro 2020                                                       | -                                                                     | 78’                                                                   |
| 15-10-2019                                                            | Stoccolma                                                             | Svezia                                                                | 1 – 1                                                                 | Spagna                                                                | Qual. Euro 2020                                                       | -                                                                     | 89’                                                                   |
| 15-11-2019                                                            | Cadice                                                                | Spagna                                                                | 7 – 0                                                                 | Malta                                                                 | Qual. Euro 2020                                                       | -                                                                     |                                                                       |
| 6-9-2020                                                              | Madrid                                                                | Spagna                                                                | 4 – 0                                                                 | Ucraina                                                               | UEFA Nations League 2020-2021 - 1º turno                              | -                                                                     | 37’ 69’                                                               |
| 7-10-2020                                                             | Lisbona                                                               | Portogallo                                                            | 0 – 0                                                                 | Spagna                                                                | Amichevole                                                            | -                                                                     | 61’                                                                   |
| 10-10-2020                                                            | Madrid                                                                | Spagna                                                                | 1 – 0                                                                 | Svizzera                                                              | UEFA Nations League 2020-2021 - 1º turno                              | -                                                                     | 88’                                                                   |
| 13-10-2020                                                            | Kiev                                                                  | Ucraina                                                               | 1 – 0                                                                 | Spagna                                                                | UEFA Nations League 2020-2021 - 1º turno                              | -                                                                     |                                                                       |
| 11-11-2020                                                            | Amsterdam                                                             | Paesi Bassi                                                           | 1 – 1                                                                 | Spagna                                                                | Amichevole                                                            | -                                                                     |                                                                       |
| 17-11-2020                                                            | Siviglia                                                              | Spagna                                                                | 6 – 0                                                                 | Germania                                                              | UEFA Nations League 2020-2021 - 1º turno                              | 1                                                                     |                                                                       |
| 25-3-2021                                                             | Granada                                                               | Spagna                                                                | 1 – 1                                                                 | Grecia                                                                | Qual. Mondiali 2022                                                   | -                                                                     |                                                                       |
| 31-3-2021                                                             | Siviglia                                                              | Spagna                                                                | 3 – 1                                                                 | Kosovo                                                                | Qual. Mondiali 2022                                                   | -                                                                     | 82’                                                                   |
| 4-6-2021                                                              | Madrid                                                                | Spagna                                                                | 0 – 0                                                                 | Portogallo                                                            | Amichevole                                                            | -                                                                     | 63’                                                                   |
| 14-6-2021                                                             | Siviglia                                                              | Spagna                                                                | 0 – 0                                                                 | Svezia                                                                | Euro 2020 - 1º turno                                                  | -                                                                     | 66’                                                                   |
| 19-6-2021                                                             | Siviglia                                                              | Spagna                                                                | 1 – 1                                                                 | Polonia                                                               | Euro 2020 - 1º turno                                                  | -                                                                     | 90+4’                                                                 |
| 28-6-2021                                                             | Copenaghen                                                            | Croazia                                                               | 3 – 5 dts                                                             | Spagna                                                                | Euro 2020 - Ottavi di finale                                          | -                                                                     | 101’                                                                  |
| 2-7-2021                                                              | San Pietroburgo                                                       | Svizzera                                                              | 1 – 1 dts (1 – 3 dtr)                                                 | Spagna                                                                | Euro 2020 - Quarti di finale                                          | -                                                                     | 119’                                                                  |
| 6-7-2021                                                              | Londra                                                                | Italia                                                                | 1 – 1 dts (4 – 2 dtr)                                                 | Spagna                                                                | Euro 2020 - Semifinale                                                | -                                                                     | 70’                                                                   |
| 2-9-2021                                                              | Solna                                                                 | Svezia                                                                | 2 – 1                                                                 | Spagna                                                                | Qual. Mondiali 2022                                                   | -                                                                     | 85’                                                                   |
| 5-9-2021                                                              | Badajoz                                                               | Spagna                                                                | 4 – 0                                                                 | Georgia                                                               | Qual. Mondiali 2022                                                   | -                                                                     |                                                                       |
| 10-10-2021                                                            | Milano                                                                | Spagna                                                                | 1 – 2                                                                 | Francia                                                               | UEFA Nations League 2020-2021 - Finale                                | -                                                                     | 84’                                                                   |
| 11-11-2021                                                            | Atene                                                                 | Grecia                                                                | 0 – 1                                                                 | Spagna                                                                | Qual. Mondiali 2022                                                   | -                                                                     |                                                                       |
| 14-11-2021                                                            | Siviglia                                                              | Spagna                                                                | 1 – 0                                                                 | Svezia                                                                | Qual. Mondiali 2022                                                   | -                                                                     | 89’                                                                   |
| 26-3-2022                                                             | Cornellà de Llobregat                                                 | Spagna                                                                | 2 – 1                                                                 | Albania                                                               | Amichevole                                                            | -                                                                     |                                                                       |
| 5-6-2022                                                              | Praga                                                                 | Rep. Ceca                                                             | 2 – 2                                                                 | Spagna                                                                | UEFA Nations League 2022-2023 - 1º turno                              | -                                                                     | 58’ 61’                                                               |
| 12-6-2022                                                             | Malaga                                                                | Spagna                                                                | 2 – 0                                                                 | Rep. Ceca                                                             | UEFA Nations League 2022-2023 - 1º turno                              | -                                                                     |                                                                       |
| 27-9-2022                                                             | Braga                                                                 | Portogallo                                                            | 0 – 1                                                                 | Spagna                                                                | UEFA Nations League 2022-2023 - 1º turno                              | -                                                                     |                                                                       |
| 17-11-2022                                                            | Amman                                                                 | Giordania                                                             | 1 – 3                                                                 | Spagna                                                                | Amichevole                                                            | -                                                                     | 72’                                                                   |
| 23-11-2022                                                            | Doha                                                                  | Spagna                                                                | 7 – 0                                                                 | Costa Rica                                                            | Mondiali 2022 - 1º turno                                              | -                                                                     |                                                                       |
| 27-11-2022                                                            | Al Khor                                                               | Spagna                                                                | 1 – 1                                                                 | Germania                                                              | Mondiali 2022 - 1º turno                                              | -                                                                     |                                                                       |
| 1-12-2022                                                             | Al Rayyan                                                             | Giappone                                                              | 2 – 1                                                                 | Spagna                                                                | Mondiali 2022 - 1º turno                                              | -                                                                     |                                                                       |
| 6-12-2022                                                             | Al Rayyan                                                             | Marocco                                                               | 0 – 0 dts (3 – 0 dtr)                                                 | Spagna                                                                | Mondiali 2022 - Ottavi di finale                                      | -                                                                     |                                                                       |
| 25-3-2023                                                             | Malaga                                                                | Spagna                                                                | 3 – 0                                                                 | Norvegia                                                              | Qual. Euro 2024                                                       | -                                                                     |                                                                       |
| 28-3-2023                                                             | Glasgow                                                               | Scozia                                                                | 2 – 0                                                                 | Spagna                                                                | Qual. Euro 2024                                                       | -                                                                     | cap.                                                                  |
| 15-6-2023                                                             | Enschede                                                              | Spagna                                                                | 2 – 1                                                                 | Italia                                                                | UEFA Nations League 2022-2023 - Semifinale                            | -                                                                     |                                                                       |
| 18-6-2023                                                             | Rotterdam                                                             | Croazia                                                               | 0 – 0 dts (4 – 5 dtr)                                                 | Spagna                                                                | UEFA Nations League 2022-2023 - Finale                                | -                                                                     | 97’                                                                   |
| 8-9-2023                                                              | Tbilisi                                                               | Georgia                                                               | 1 – 7                                                                 | Spagna                                                                | Qual. Euro 2024                                                       | -                                                                     | 72’                                                                   |
| 12-9-2023                                                             | Granada                                                               | Spagna                                                                | 6 – 0                                                                 | Cipro                                                                 | Qual. Euro 2024                                                       | -                                                                     |                                                                       |
| 12-10-2023                                                            | Siviglia                                                              | Spagna                                                                | 2 – 0                                                                 | Scozia                                                                | Qual. Euro 2024                                                       | -                                                                     |                                                                       |
| 15-10-2023                                                            | Oslo                                                                  | Norvegia                                                              | 0 – 1                                                                 | Spagna                                                                | Qual. Euro 2024                                                       | -                                                                     | 86’                                                                   |
| 19-11-2023                                                            | Valladolid                                                            | Spagna                                                                | 3 – 1                                                                 | Georgia                                                               | Qual. Euro 2024                                                       | -                                                                     | 56’ 86’                                                               |
| 26-3-2024                                                             | Madrid                                                                | Spagna                                                                | 3 – 3                                                                 | Brasile                                                               | Amichevole                                                            | 2                                                                     | cap.                                                                  |
| 8-6-2024                                                              | Palma di Maiorca                                                      | Spagna                                                                | 5 – 1                                                                 | Irlanda del Nord                                                      | Amichevole                                                            | -                                                                     |                                                                       |
| 15-6-2024                                                             | Berlino                                                               | Spagna                                                                | 3 – 0                                                                 | Croazia                                                               | Euro 2024 - 1º turno                                                  | -                                                                     | 78’ 86’                                                               |
| 20-6-2024                                                             | Gelsenkirchen                                                         | Spagna                                                                | 1 – 0                                                                 | Italia                                                                | Euro 2024 - 1º turno                                                  | -                                                                     | 45+1’                                                                 |
| 30-6-2024                                                             | Colonia                                                               | Spagna                                                                | 4 – 1                                                                 | Georgia                                                               | Euro 2024 - Ottavi di finale                                          | 1                                                                     |                                                                       |
| 5-7-2024                                                              | Stoccarda                                                             | Spagna                                                                | 2 – 1 dts                                                             | Germania                                                              | Euro 2024 - Quarti di finale                                          | -                                                                     | 110’                                                                  |
| 9-7-2024                                                              | Monaco di Baviera                                                     | Spagna                                                                | 2 – 1                                                                 | Francia                                                               | Euro 2024 - Semifinale                                                | -                                                                     |                                                                       |
| 14-7-2024                                                             | Berlino                                                               | Spagna                                                                | 2 – 1                                                                 | Inghilterra                                                           | Euro 2024 - Finale                                                    | -                                                                     | 46’                                                                   |
| 8-9-2024                                                              | Ginevra                                                               | Svizzera                                                              | 1 – 4                                                                 | Spagna                                                                | UEFA Nations League 2024-2025 - 1º turno                              | -                                                                     | cap. 59’                                                              |
| Totale                                                                |                                                                       | Presenze                                                              | 57                                                                    |                                                                       | Reti                                                                  | 4                                                                     |                                                                       |

| Cronologia completa delle presenze e delle reti in nazionale ― Spagna under 21 | Cronologia completa delle presenze e delle reti in nazionale ― Spagna under 21 | Cronologia completa delle presenze e delle reti in nazionale ― Spagna under 21 | Cronologia completa delle presenze e delle reti in nazionale ― Spagna under 21 | Cronologia completa delle presenze e delle reti in nazionale ― Spagna under 21 | Cronologia completa delle presenze e delle reti in nazionale ― Spagna under 21 | Cronologia completa delle presenze e delle reti in nazionale ― Spagna under 21 | Cronologia completa delle presenze e delle reti in nazionale ― Spagna under 21 |
| Data                                                                           | Città                                                                          | In casa                                                                        | Risultato                                                                      | Ospiti                                                                         | Competizione                                                                   | Reti                                                                           | Note                                                                           |
| ------------------------------------------------------------------------------ | ------------------------------------------------------------------------------ | ------------------------------------------------------------------------------ | ------------------------------------------------------------------------------ | ------------------------------------------------------------------------------ | ------------------------------------------------------------------------------ | ------------------------------------------------------------------------------ | ------------------------------------------------------------------------------ |
| 23-6-2017                                                                      | Bydgoszcz                                                                      | Serbia under 21                                                                | 0 – 1                                                                          | Spagna under 21                                                                | Europeo Under-21 2017 - 1º turno                                               | -                                                                              |                                                                                |
| 1-9-2017                                                                       | Toledo                                                                         | Spagna under 21                                                                | 3 – 0                                                                          | Italia under 21                                                                | Amichevole                                                                     | -                                                                              |                                                                                |
| 5-9-2017                                                                       | Tallinn                                                                        | Estonia under 21                                                               | 0 – 1                                                                          | Spagna under 21                                                                | Qual. Europeo Under-21 2019                                                    | -                                                                              |                                                                                |
| 10-10-2017                                                                     | Poprad                                                                         | Slovacchia under 21                                                            | 1 – 4                                                                          | Spagna under 21                                                                | Qual. Europeo Under-21 2019                                                    | 1                                                                              |                                                                                |
| 9-11-2017                                                                      | Murcia                                                                         | Spagna under 21                                                                | 1 – 0                                                                          | Islanda under 21                                                               | Qual. Europeo Under-21 2019                                                    | -                                                                              |                                                                                |
| 14-11-2017                                                                     | Cartagena                                                                      | Spagna under 21                                                                | 5 – 1                                                                          | Slovacchia under 21                                                            | Qual. Europeo Under-21 2019                                                    | -                                                                              |                                                                                |
| Totale                                                                         |                                                                                | Presenze                                                                       | 6                                                                              |                                                                                | Reti                                                                           | 1                                                                              |                                                                                |

## Palmarès

### Club

#### Competizioni nazionali
- Community Shield: 2

Manchester City: 2019, 2024
- Coppa di Lega inglese: 2

Manchester City: 2019-2020, 2020-2021
- Campionato inglese: 4

Manchester City: 2020-2021, 2021-2022, 2022-2023, 2023-2024
- Coppa d'Inghilterra: 1

Manchester City: 2022-2023

#### Competizioni internazionali
- Supercoppa UEFA: 2

Atlético Madrid: 2018
Manchester City: 2023
- UEFA Champions League: 1

Manchester City: 2022-2023
- Coppa del mondo per club: 1

Manchester City: 2023

### Nazionale

#### Competizioni giovanili
- Campionato d'Europa Under-19: 1

Grecia 2015

#### Competizioni maggiori
- UEFA Nations League: 1

2022-2023
- Campionato d'Europa: 1

2024

### Individuale
- Squadra dell'anno della PFA: 1

2022-2023
- Miglior giocatore della UEFA Champions League: 1

2022-2023
- Squadra della stagione della UEFA Champions League: 1

2022-2023
- Miglior giocatore della fase finale della UEFA Nations League: 1

2022-2023
- Miglior giocatore della Coppa del mondo per club (Golden Ball): 1

2023
- Globe Soccer Awards: 1

Miglior centrocampista dell'anno: 2023
- Squadra maschile dell'anno IFFHS: 2

2023, 2024
- Miglior giocatore del campionato d'Europa: 1

Germania 2024
- XI All Star Team del campionato d'Europa: 1

Germania 2024
- Pallone d'oro: 1

2024
- FIFPro World XI: 1

2024
- Miglior calciatore dell'anno IFFHS: 1

2024